# Entraygues-sur-Truyère
Entraygues-sur-Truyère ist eine Gemeinde mit 970 Einwohnern (Stand 1. Januar 2022) in Frankreich im Département Aveyron, in der Region Okzitanien.
Entraygues-sur-Truyère liegt in den westlichen Ausläufern des Zentralmassivs. Der Fluss Truyère fließt durch die Stadt und mündet unmittelbar danach in den Fluss Lot. Das Gemeindegebiet gehört zum Regionalen Naturpark Aubrac.

## Bevölkerungsentwicklung
| Jahr                       | 1962 | 1968 | 1975 | 1982 | 1990 | 1999 | 2007 | 2016 |
| Einwohner                  | 1582 | 1508 | 1510 | 1523 | 1495 | 1267 | 1182 | 1017 |
| Quellen: Cassini und INSEE |      |      |      |      |      |      |      |      |